# Хартли, Томас Гордон
Томас Гордон Хартли (англ. Thomas Gordon Hartley, 1931—2016) — американский ботаник.   

## Биография
Томас Гордон Хартли родился в городе Бомонт в 1931 году. 
Хартли получил образование в области ботаники. В 1955 году он получил степень бакалавра в Висконсинском университете; в 1957 году Хартли получил степень магистра, а в 1962 году — степень доктора философии в Айовском университете. В 1961—1965 годах Томас Гордон был лидером экспедиций Государственного объединения научных и прикладных исследований в Новую Гвинею для фитохимических исследований. С 1965 по 1971 год он был куратором Arnold Arboretum Гарвардского университета. С 1971 года работал старшим научным сотрудником Государственного объединения научных и прикладных исследований в Herbarium Australiense, Канберра, Австралия. Хартли описал более 400 видов растений.

## Избранные публикации
- 1966: A revision of the Malesian species of Zanthoxylum (Rutaceae).
- 1967: A revision of the genus Lunasia (Rutaceae).
- 1969: A revision of the genus Flindersia (Rutaceae).
- 1970: Additional notes on the Malesian species of Zanthoxylum (Rutaceae).
- 1974: A revision of the genus Acronychia (Rutaceae).
- 1975: Additional notes on the genus Flindersia (Rutaceae).
- 1975: A new species of Zanthoxylum (Rutaceae) from New Guinea.
- 1977: A revision of the genus Acradenia (Rutaceae).
- 1977: A revision of the genus Bosistoa (Rutaceae).
- 1989: (with Benjamin Clemens Stone): Reduction of Pelea with new combinations in Melicope (Rutaceae). Taxon 38: 119–23.
- 2001: Allertonia. On the taxonomy and biogeography of Euodia and Melicope (Rutaceae).